# Герб Слов'яносербського району
Герб Слов'яносе́рбського району — офіційний символ Слов'яносербського району Луганської області.

## Опис
Герб району являє собою геральдичний щит французької форми, розділений на три поля синього, червоного та білого кольорів. Верхнє ліве поле синього кольору містить зображення гербу Слов'яносербська зразка 1811 року. у правому червоному полі розміщено скульптурне зображення монументу на честь політпрацівників Червоної Армії, що загинули у роки Другої світової війні. У нижньому білому полі розміщено схематичне зображення терикону та залізничної колії. Терикон оточений вінком з дубового листя та колосків пшениці. У вінок вплетено жовто-блакитну стрічку.

## Символіка
- Терикон — символ вугільної промисловость району.
- Вінок символізує сільське господарство.